# Csorba György
Csorba György (Miskolc, 1869. december 9. – Miskolc, 1945. szeptember 19.) magyar matematikus, fizikus és tanár. A Magyar Földrajzi Társaság tagja, aki feltalálóként a levegőben mozgó tárgyak, repülőgépek, léghajók azonosítására szolgáló szabadalmakat tudhat magáénak, ami később aztán odavezetett, hogy megalkották a rádiólokátort.  

## Élete
Szülei tizenkét gyermeke közül másodikként született. Apja Csorba József (1844–1923) gazdálkodó volt, aki őrizve a szabadságharc eszméjét és Kossuth iránti elkötelezettségét, a Miskolci Gazdakör elnökeként beszédet mondott Kossuth Lajos szobrának 1898. évi felavatásakor. Anyja Simon Juliánna (1850–1897) volt. Iskoláit Miskolcon végezte, majd 1880-tól 1888-ig a Református Főgimnáziumban tanult és itt is érettségizett. Érettségi után a Budapesti Tudományegyetemen tanult, ahol 1892-ben szerezte meg matematikai-fizika szakos tanári diplomáját. Oktatási gyakorlatát a tanítóképző mintagimnáziumában szerezte meg, majd 1894-ben visszatért Miskolcra, egykori iskolájába, a Miskolci Református Reálgimnáziumba, ahol matematikát és fizikát tanított. 1908-ban kinevezték igazgatónak, amely tisztséget 1936-ig töltötte be. Tanári pályájának 25. évfordulóján – egyik tanulmányának 1088 koronás tiszteletdíjának felhasználásával – matematikai ösztöndíjat alapított a diákság számára.
1899-től rendszeresen publikált tudományos folyóiratokban, eleinte főleg a számelmélet, majd különböző fizikai és csillagászati témakörökben. Első tanulmánya Az egész számok additív előállítása címmel jelent meg a Magyar Tudományos Akadémia Matematikai és Természettudományi értesítőjében. Publikációi mellett számos tudományos előadást is tartott, például 1912-1913-ban a Társadalomtudományi Társaság miskolci fiókjában a röntgensugarakról, csillagászati témájú előadásokat a Borsod-Miskolczi Közművelődési Egyesületben (Csillagászati műszerek és csillagvizsgálók, A Nap és a Hold, A Nap látszólagos és a Föld valóságos mozgásai, A bolygók és az üstökösök). Az iskolai szertárában hamarabb volt röntgenkészülék, mint a miskolci kórházakban, így szükség esetén az iskolába szállították a betegeket vizsgálatra.
1922-ben, 25 éves tanári munkája elismeréseként Signum Laudis kitüntetést kapott. 1923-ban a Magyar Földrajzi Társaság tagjai közé választotta. Az 1933/1934-es tanévben tankerületi királyi főigazgató címet kapott. Érettségi kormánybiztosi megbízatásokat teljesített más városok gimnáziumaiban. Elnöke volt a Miskolczi Rádió Egyesületnek, tanácsbírája volt az alsó-borsodi református egyházmegyének, díszelnöke az Országos Középiskolai Tanár Egyesület miskolci körének, a II. Cserkészkerület alelnöke, a miskolci református egyháztanács tagja. További társadalmi megbízatásaiból: igazgatója volt a miskolci Szabad Egyetemnek, az Ifjúsági Segélyegylet választmányi elnöke, 1913-tól az újonnan létrehozott miskolci meteorológiai állomás vezetője, 1924-től a Közszolgálati Alkalmazottak Nemzeti szövetségének alelnöke, 1930-tól Miskolc város törvényhatósági bizottságának tagja volt. Erős társadalmi-szociális érzékenységéből adódóan számos gyűjtést szervezett például az avasi templom restaurálására, egy gyermekszanatórium javára, a Vakokat Gyámolító Egyletnek, a világháború idején a katonák karácsonyának megünneplésére, a Vörös-Kereszt Egylet számára.

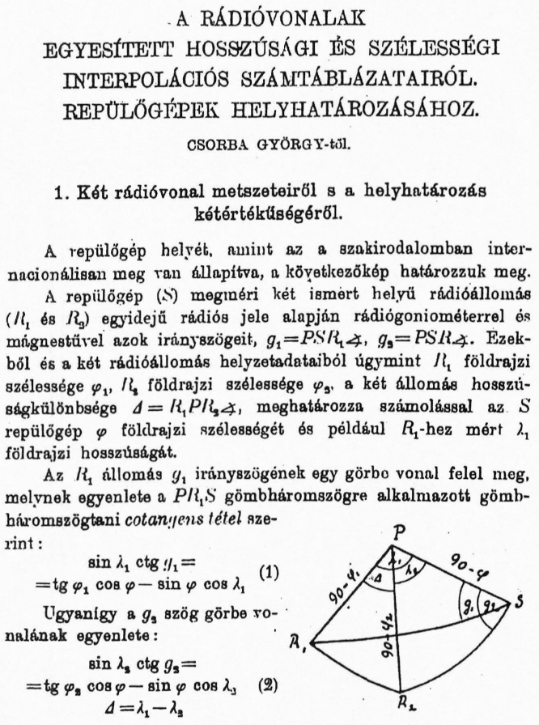
A találmány leírása

1928-ban hozta nyilvánosságra találmányát, amely a levegőben mozgó tárgyak, repülőgépek, léghajók azonosítására szolgált. Csorba szavaival: „…egy készüléket szerkesztettem, mely két rádióállomásról származó irányleadások alapján a légi közlekedésnél szükséges kellő gyorsasággal lehetővé teszi ama pont földrajzi helyzetének meghatározását, amely helyen a légi jármű a felvétel pillanatában van…”. A találmány a korában kétségkívül forradalmi volt, fokpercnyi pontossággal működött, jóval a radar előtt. A magyar honvédség ki is tüntette a feltalálót. A magyarországi szabadalmaztatás anyagiak miatt nem sikerült, de a Német Birodalomban igen, a Patentamttól 1928. április 24-i dátummal bejegyzett védettséget kapott. A találmány széleskörű figyelmet keltett a korabeli sajtóban: „A készülék előreláthatólag világszerte el fog terjedni, mert a repülőgép és a léghajók tájékozódását megkönnyíti, s így nagyon nagy gyakorlati jelentősége van”. A második világháború előtt a készülék prototípusát – sikertelenül – ki akarták juttatni az Egyesült Államokba. Miskolc német megszállása alatt a németek, ezután pedig a szovjetek „biztosították" a személyi védelmét. 
Munkásságát többek között Zsedényi Béla is méltatta: „A természettudományok körében Csorba György ref. reálgimnáziumi igazgató munkássága Miskolc egyik legszebb tudományos értéke. A felsőbb mennyiségtan terén … több értékes és új eredményeket szolgáltató dolgozata van. Ezenkívül azonban a csillagászati és mathematikai földrajzot is gyarapította… Tanulmányai közül öt a Magyar Tudományos Akadémián is bemutatásra került.” 1936-ban, 28 évnyi igazgatói munkásság után, számos kitüntetéssel a birtokában nyugdíjba vonult.
1906. április 10-én nősült meg, felesége a gimnázium akkori igazgatójának, Halmy Gyulának a leánya, Halmy Irén Jolán (1885–1964) volt. Öt gyermekük született: Irén (1907–1951, György (1908–1959, Ilona (1911–1972, Ferenc (1911–1994, Jolán (1914–1987). Igazgatói lakása a Papszeren volt (akkor 34. szám, a mai számozás szerint a 28. szám alatti saroképület). 1945-ben hunyt el, akkorra már elvesztette a látását is. Halálának oka a halotti anyakönyv szerint cukorbetegség és szívbénulás volt. Sírja a tetemvári Deszkatemetőben található.
A Lévay József Református Gimnáziumban róla nevezték el az iskola komplex természettudományi laboratóriumi központját, és évi rendszerességgel a nevével jelzett tanulmányi versenyt rendeznek a diákok számára.

## Képek

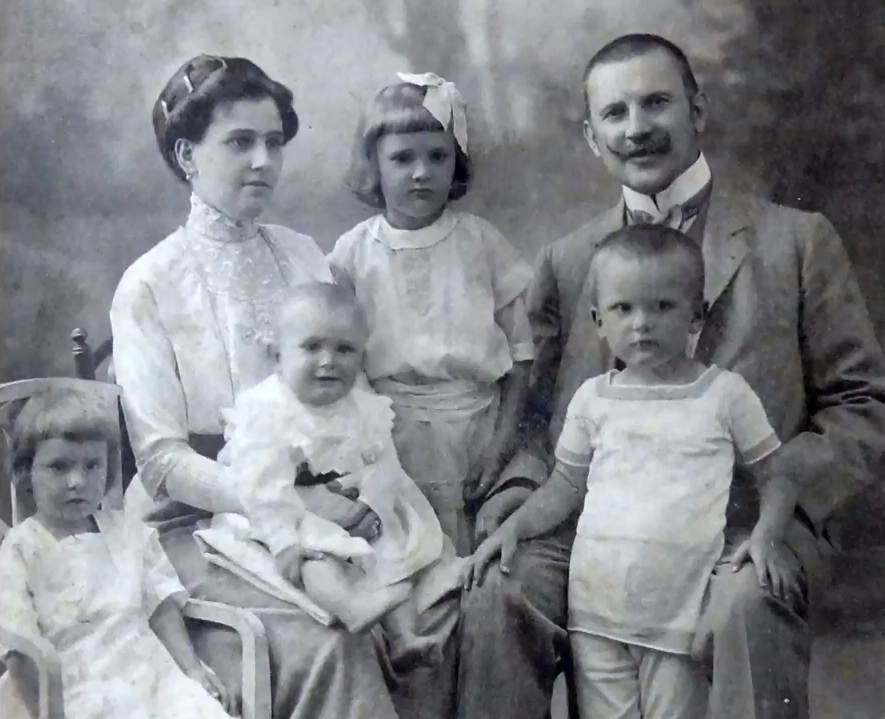
Csorba György és családja
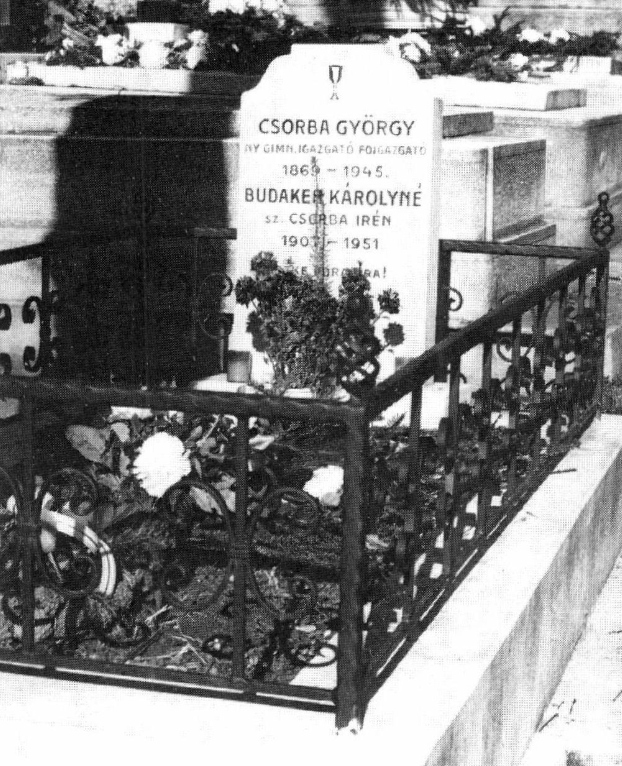
Csorba György sírja

## Főbb művei
- Az egész számok additív előállítása. Budapest, 1899
- Az invariáns elmélet angol iránya. Miskolc, 1905
- Particionális vizsgálatok alkalmazása az invariáns elméletben. Miskolc, 1911
- A csillagok láthatósági adatairól és a földrajzi tájékozódásról. Miskolc, 1922
- Az irreducibilis kovariánsok véges voltáról a binaer alakoknál, Budapest, 1923
- Új módszer az óraszög meghatározására. Budapest, 1926
- A rádióvonalak egyesített hosszúsági és szélességi interpolációs számtáblázatairól repülőgépek helymeghatározásához. Budapest, 1941